# Robertsvlei
Robertsvlei is een dorp in de Zuid-Afrikaanse provincie West-Kaap. Robertsvlei behoort tot de gemeente Stellenbosch dat onderdeel van het district Kaapse Wynland is.